# Франсуа Людовик де Бурбон-Конти
Франсуа-Луи де Бурбон-Конти́ (фр. François Louis de Bourbon-Conti; 30 апреля 1664[…], Париж — 22 февраля 1709, Париж) — граф де Ла Марш, граф де Клермон, принц де Ла Рош-сюр-Ион, затем 3-й принц де Конти (1685), известен как Великий Конти. Принц крови (кузен Людовика XIV), военачальник и претендент на польский престол.

## Биография
Младший сын Армана де Бурбона (1629—1666), первого принца де Конти, и Анны Марии Мартиноцци (1639—1672), племянницы кардинала Джулио Мазарини.
Выросший на глазах Великого Конде, он проявлял склонности к военной карьере, но, не получив назначения, отправился в Венгрию.
С 1666 по 1685 год носил титул принца де Ла-Рош-сюр-Йон.
В ноябре 1685 года после смерти своего бездетного старшего брата Луи Армана де Бурбона-Конти Франсуа Луи унаследовал титул принца де Конти.
В переписке принца с друзьями он позволял себе насмешливо отзываться о короле и госпоже Ментенон, за что был изгнан в Шантильи. Конде на смертном одре получил для него помилование, после чего тот с отличием служил под командованием маршала Люксембурга. 
В 1697 году на сейме в Варшаве большинством голосов был избран новым королём Польши, но отказался от короны, убедившись, что ему не справиться с армией его соперника, Августа Саксонского, поддерживаемого российским царём Петром I. 
В 1703 году он был назначен главнокомандующим французской армией в Италии, но не имел успеха.

## Семья
28 июня 1688 года в Версале женился на Марии Терезе де Бурбон-Конде (1666—1732), дочери Анри-Жюля де Бурбон-Конде (1643—1709), 5-го принца де Конде, и Анны Баварской (1648—1723), принцессы Пфальцской. 
У супругов было семеро детей, но выжили лишь трое:
- Мария Анна де Бурбон-Конти (1689—1720), мадемуазель де Конти; муж (с 1713) — Луи IV Анри де Бурбон-Конде, оставила потомство
- Луи Арман II де Бурбон-Конти (1695—1727), принц де Конти; жена (с 1713) — Луиза Елизавета де Бурбон, оставил потомство
- Луиза Аделаида де Бурбон-Конти (1696—1750), умерла незамужней